# Atropos
Atropos (grec. Aτροπος) cea „neînduplecată” este cea mai în vârstă dintre cele trei Moire fiicele lui Zeus. Acțiunea ei de distrugere, consta din tăierea firului vieții unui om, care era țesut de sora ei Klotho și măsurat de sora a treia Lachesis. Ea stabilea și felul în care moare omul.
Atropos este reprezentată ca o femeie cu o foarfecă, în unele regiuni s-au închinat zeiței localități ca de exemplu orașul Atropatene (azi în Azerbaidjan).
Echivalentul ei în mitologia romană era Morta („Moarte“).
După Atropos este denumit alcaloidul plantei Atropa belladona, Atropina (azi e numit și dl-Hyoscyamin).